# Derris glauca
Derris glauca är en ärtväxtart som beskrevs av Elmer Drew Merrill och Woon Young Chun. Derris glauca ingår i släktet Derris och familjen ärtväxter. Inga underarter finns listade i Catalogue of Life.